# حرس الاتحاد الأسترالي
حرس الاتحاد الأسترالي (بالإنجليزية: Australia's Federation Guard)‏ المعرُوفة اختصارًا (AFG) هي وحدة احتفالية ثلاثية الخدمة تضم أعضاء من البحرية الملكية الأسترالية، والجيش الأسترالي، والقوات الجوية الملكية الأسترالية.
تم تشكيل الحرس في عام 2000 للاحتفال بالذكرى المئوية لاتحاد أستراليا، وهي أول وحدة احتفالية بحتة في تاريخ القوات المسلحة الأسترالية، ومنذ ذلك الحين مثلت أستراليا في أدوار مختلفة سواء في الداخل أو حول العالم، بما في ذلك توفير حرس الملكة في قصر باكنغهام عام 2000.

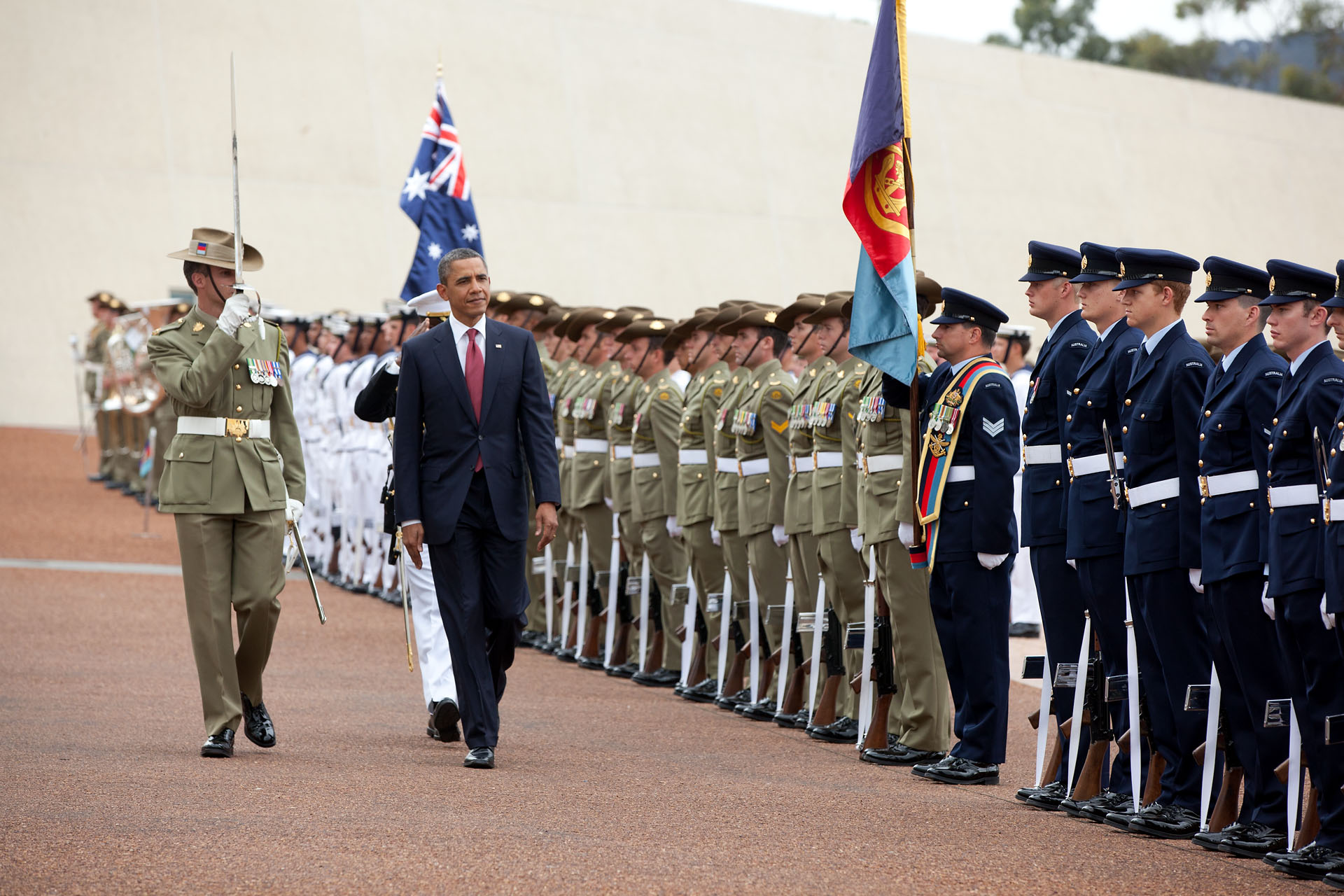
الرئيس الأمريكي باراك أوباما يستعرض الحرس الاتحادي الأسترالي في الساحة الأمامية لمبنى البرلمان خلال زيارته لأستراليا في نوفمبر 2011.

## الأدوار
على الرغم من أنها في المقام الأول وحدة حراسة احتفالية ومجهزة بـ إف إن فال، إلا أن الحرس يوفر أيضًا تحية السلاح. يمكن أداء هذه التحية في أي مكان، على الرغم من أنها تستخدم عادةً لأسباب عملية فقط في العاصمة كانبرا. اعتمادًا على الموقف، يقوم أفراد من جميع الخدمات الثلاث بتشغيل ما يصل إلى ستة بنادق، مع أربعة إلى ستة أفراد يخدمون كل سلاح تحت قيادة أفراد من المدفعية الملكية الأسترالية.

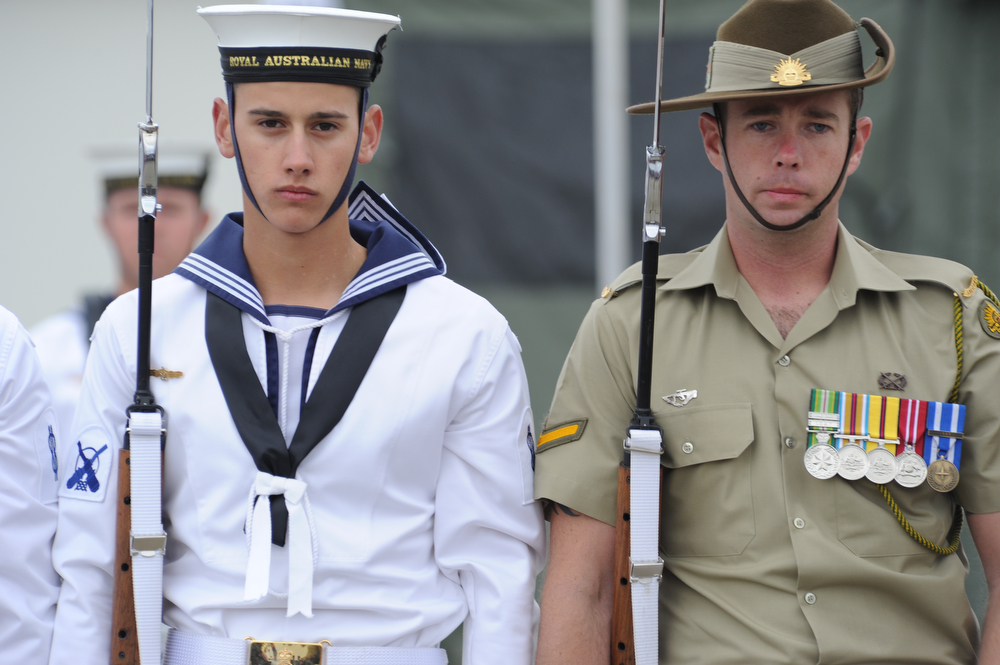
بحار وجندي أسترالي يرتديان الزي الرسمي.

## روابط خارجية
- موقع الحرس الاتحادي الأسترالي
- أداء التوقيت الصيفي الباسيفيكي